# Cummingtonit
Das Mineral Cummingtonit ist ein eher selten vorkommendes Kettensilikat aus der Gruppe der Amphibole. Es kristallisiert im monoklinen Kristallsystem mit der chemischen Zusammensetzung (Mg,Fe2+)7[OH|Si4O11]2 und entwickelt durchsichtige bis durchscheinende, säulige, blättrige oder faserige Kristalle bzw. faserige Mineral-Aggregate von grauweißer, dunkelgrüner oder brauner Farbe.
Cummingtonit bildet eine vollkommene Mischreihe mit Grunerit.

## Etymologie und Geschichte
Erstmals entdeckt wurde Cummingtonit 1824 bei Cummington im Hampshire County (Massachusetts) in den USA und beschrieben durch Dewey, der das Mineral nach seiner Typlokalität benannte.

## Klassifikation
In der veralteten 8. Auflage der Mineralsystematik nach Strunz gehörte der Cummingtonit zur Mineralklasse der „Silikate“ und dort zur Abteilung „Kettensilikate und Bandsilikate (Inosilikate)“, wo er gemeinsam mit Grunerit, Klino-Suenoit und Klino-Ferro-Suenoit in der „Cummingtonit-Reihe“ mit der Systemnummer VIII/D.05a steht.
In der zuletzt 2018 überarbeiteten Lapis-Systematik nach Stefan Weiß, die formal auf der alten Systematik von Karl Hugo Strunz in der 8. Auflage basiert, erhielt das Mineral die System- und Mineralnummer VIII/F.07-020. Dies entspricht der Klasse der „Silikate“ und dort der Abteilung „Ketten- und Bandsilikate“, wo Cummingtonit zusammen mit Grunerit, Klino-Ferri-Holmquistit, Klino-Ferro-Ferri-Holmquistit, Klino-Ferro-Suenoit (Q), Klino-Holmquistit (D) und Klino-Suenoit die Gruppe der „Mg-Fe-Mn-Amphibole“ mit der Systemnummer VIII/F.07 bildet.
Die von der International Mineralogical Association (IMA) zuletzt 2009 aktualisierte 9. Auflage der Strunz’schen Mineralsystematik ordnet den Cummingtonit in die Klasse der „Silikate und Germanate“ und dort in die Abteilung „Ketten- und Bandsilikate (Inosilikate)“ ein. Hier ist das Mineral in der Unterabteilung „Ketten- und Bandsilikate mit 2-periodischen Doppelketten, Si4O11; Amphibol-Familie, Klinoamphibole“ zu finden, wo es zusammen mit Anthophyllit, Klino-Ferro-Ferri-Holmquistit, Ferri-Pedrizit, Ferro-Anthophyllit, Ferro-Gedrit, Ferro-Holmquistit, Fluoro-Pedrizit, Gedrit, Grunerit, Holmquistit, Klino-Suenoit, Ferro-Ferri-Pedrizit, Ferro-Papikeit, Proto-Anthophyllit, Proto-Ferro-Anthophyllit und Proto-Ferro-Suenoit die „Mg,Fe,Mn-Klinoamphibolgruppe“ mit der Systemnummer 9.DE.05 bildet.
In der vorwiegend im englischen Sprachraum gebräuchlichen Systematik der Minerale nach Dana hat Cummingtonit die System- und Mineralnummer 66.01.01.02. Das entspricht der Klasse der „Silikate“ und dort der Abteilung „Kettensilikate: Doppelte unverzweigte Ketten, W=2“. Hier findet er sich innerhalb der Unterabteilung „Kettensilikate: Doppelte unverzweigte Ketten, W=2 Amphibol-Konfiguration“ in der „Gruppe 1, Mg-Fe-Mn-Li-Amphibole (Monoklin)“, in der auch Grunerit, Klino-Suenoit, Klino-Ferro-Suenoit, Ferri-Pedrizit, Ferro-Ferri-Pedrizit, Fluoro-Pedrizit und Klino-Ferro-Ferri-Holmquistit eingeordnet sind.

## Kristallstruktur
Cummingtonit kristallisiert monoklin-prismatisch in der Raumgruppe C2/m (Raumgruppen-Nr. 12) oder P21/m (Nr. 11) mit den in mehreren Messungen ermittelten, durchschnittlichen Gitterparametern a = 9,450 Å; b = 18,108 Å; c = 5,298 Å und β = 102.42° sowie zwei Formeleinheiten pro Elementarzelle.

## Bildung und Fundorte
Cummingtonit bildet sich meist regional in mittelgradigen, metamorphen Gesteinen, charakteristischerweise in metamorph umgestalteten Eisen-Formationen, aber auch als späte Mineral-Phase in einigen Gabbros und Noriten.
Neben seiner Typlokalität wurde Cummingtonit weltweit bisher an rund 230 Fundorten nachgewiesen (Stand: 2009), so unter anderem in mehreren Regionen von Australien; im österreichischen Kärnten; Departamento Santa Cruz in Bolivien; in einigen Regionen von Brasilien; bei Oursi in Burkina Faso; in einigen Regionen von China; Finnland; Bretagne und Okzitanien in Frankreich und auf französisch Martinique; bei Tarkwa in Ghana; Kitaa in Grönland; England in Großbritannien; am Cuyuni in Guyana; Indien; Indonesien; Italien; auf Hokkaidō und Honshū in Japan; in mehreren Regionen von Kanada; Madagaskar; Neuseeland; Norwegen; in mehreren Regionen von Russland; einige Regionen in Schweden; am Verzasca in der Schweiz; auf St. Lucia; in Bratislavský kraj und Košice in der Slowakei; Südafrika; Südkorea; Andalusien und Extremadura in Spanien; Böhmen in Tschechien sowie in vielen Regionen der USA.

## Trivia
Unter Fachkundigen erfreut sich das Mineral aufgrund seines englischen Namens Cummingtonite besonderer Beliebtheit, da umgangssprachlich „cumming tonite“ übersetzt ungefähr „heute Nacht (zum Orgasmus) kommen“ bedeutet. Dies äußert sich vor allem in Form von T-Shirt-Aufschriften („If you get with me you will be (Mg,Fe2+)7[OH|Si4O11]2“).